# Cajuela
Die Cajuela war ein  Volumen- und Getreidemaß in Mittel- und Südamerika. Von der Fanega mit variablen Volumina abhängig, gab es sehr abweichende Werte für die Cajuela.
- Costa Rica 1 Fanega = 24  Cajuela = 408 Liter
- 1 Cajuela = 7 Cuartillo = 17 Liter
- 1 Cuartillo = 4,25 Liter[1]

Nach anderen Quellen war das Maß:
- 1 Cajuela = 0,68702 Liter[2]
  - 5 Cajuela = 1 Metzen (preuß.) etwa 3,4 Liter
- 1 Cajuela = 2,22 Liter[3]